# Farkas György (elektronikai mérnök)

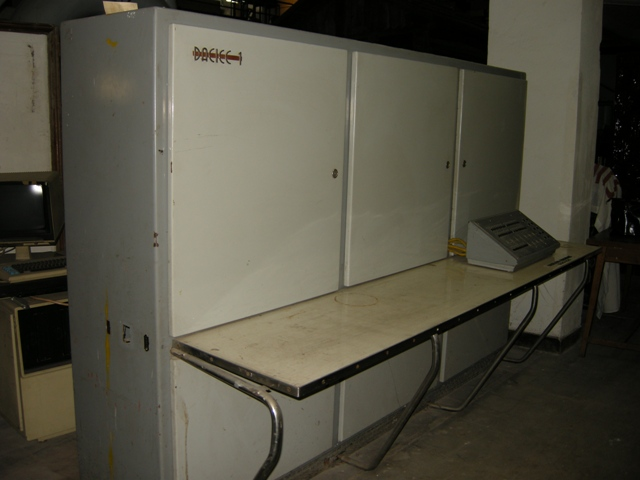
A Kolozsváron tervezett DACICC-1 számítógép

Farkas György (Kolozsvár, 1935. április 30. – Kolozsvár, 2017. július 13.) mérnök, számítógéptervező, a román számítógépgyártás egyik úttörője.

## Életpályája
1952-ben évfolyamelsőként érettségizett a kolozsvári elektrotechnikai középiskolában. 1952 és 1958 között Moszkvában tanult, ahol kitűnő minősítéssel elvégezte az elektronika szakot. 1978-ban doktorált Temesváron Alexandru Rogojan mérnök-professzor irányításával, párhuzamos adatfeldolgozó rendszerek témájában (tézise címe románul: Studiul sistemelor cu prelucrare paralelă a datelor, magyarul: Párhuzamos adatfeldolgozási rendszerek vizsgálata).
1958–1968 kutató a Román Akadémia kolozsvári Számítási Intézetében, ahol a DACICC számítógépek (DACICC-1 és DACICC-200) tervező és megvalósító csapatának tagja.
1968–1996 az ITC (Institutul pentru Tehnica de Calcul – Számítástechnikai Intézet) kolozsvári fiókjának munkatársa (kutató, laboratóriumvezető, a fiókintézet helyettes vezetője). 
2011-ben a kolozsvári Műszaki Egyetemen (ahol óraadóként tanított éveken keresztül) a professor emeritus címet kapta.

## Díjak, elismerések
- 2003: román államelnöki kitüntetés (Ordinul naţional Serviciul Credincios în grad de Cavaler)
- 2011: professor emeritus, Kolozsvári Műszaki Egyetem
- 2015: A kolozsvári Tiberiu Popoviciu Számítási Intézet tiszteletbeli tagja